# Excirolana geniculata
Excirolana geniculata là một loài chân đều trong họ Cirolanidae. Loài này được Jones miêu tả khoa học năm 1971.